# MI (diáklap)
MI – a kovásznai líceum 1968-ban indult diáklapja. Tanárszerkesztője Gazda József, 1971-től Dobra Árpádné Sütő Irén. Az 1. szám mindössze 6 gépelt példányban jelent meg, de stencilezve hamar felszökött 300 példányra.
Diákszerkesztő Dudás László, munkatársai közül Kónya Sándor később a Korunk szerkesztőségének tagja. Csutak Judit  az Irodalomtörténeti Tanulmányok 1981-es kötetében jelentkezett tanulmánnyal, Pozsony Ferenc pedig Álomvíz martján c. Feketeügy menti balladagyűjteményével és összehasonlító folklorisztikai tanulmányaival szerzett nevet magának. A MI a növekvő külső nyomás alatt az 1970-es évek közepén megszűnt.